# Castello di Hoensbroek

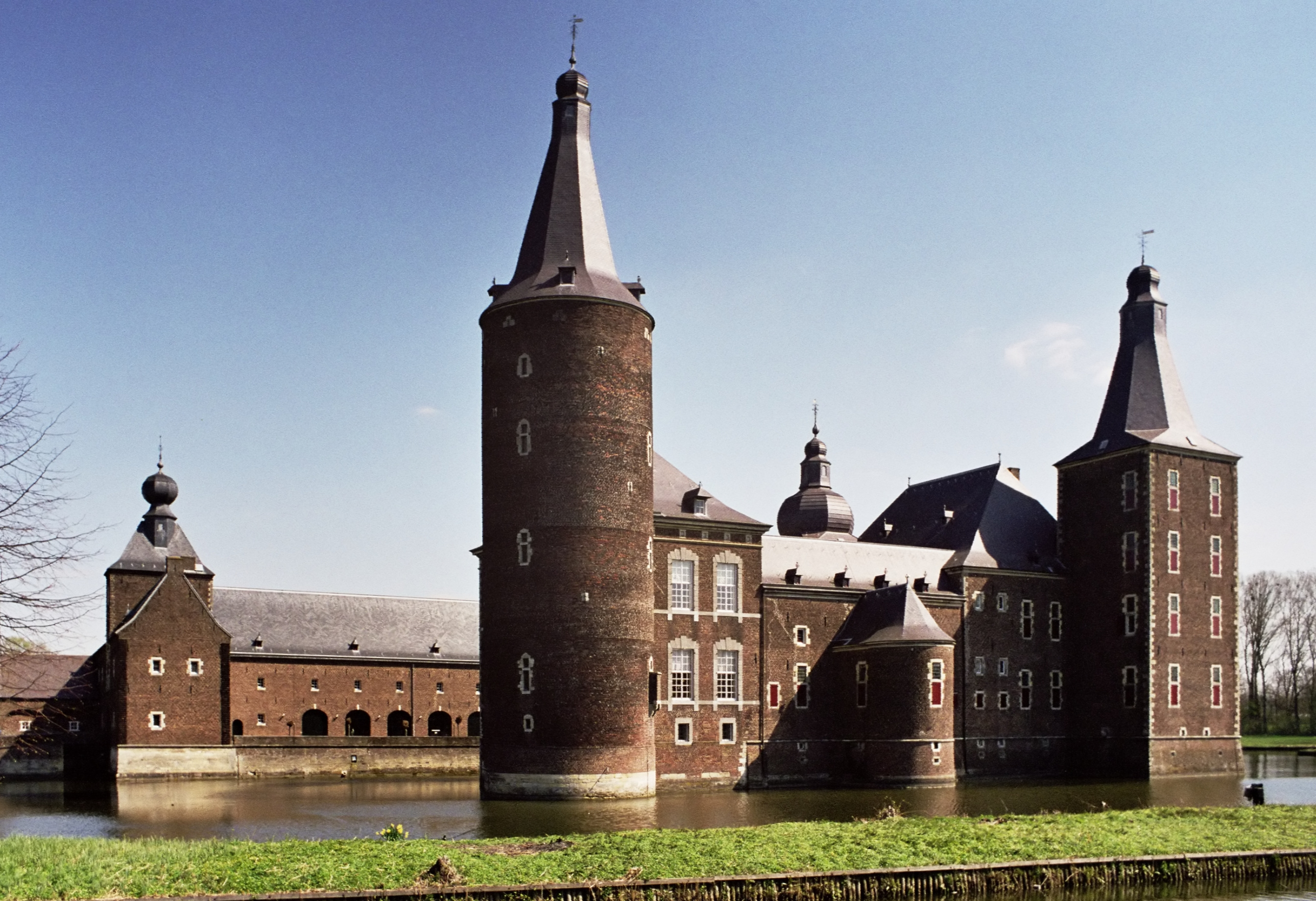
La facciata principale del castello di Hoensbroek

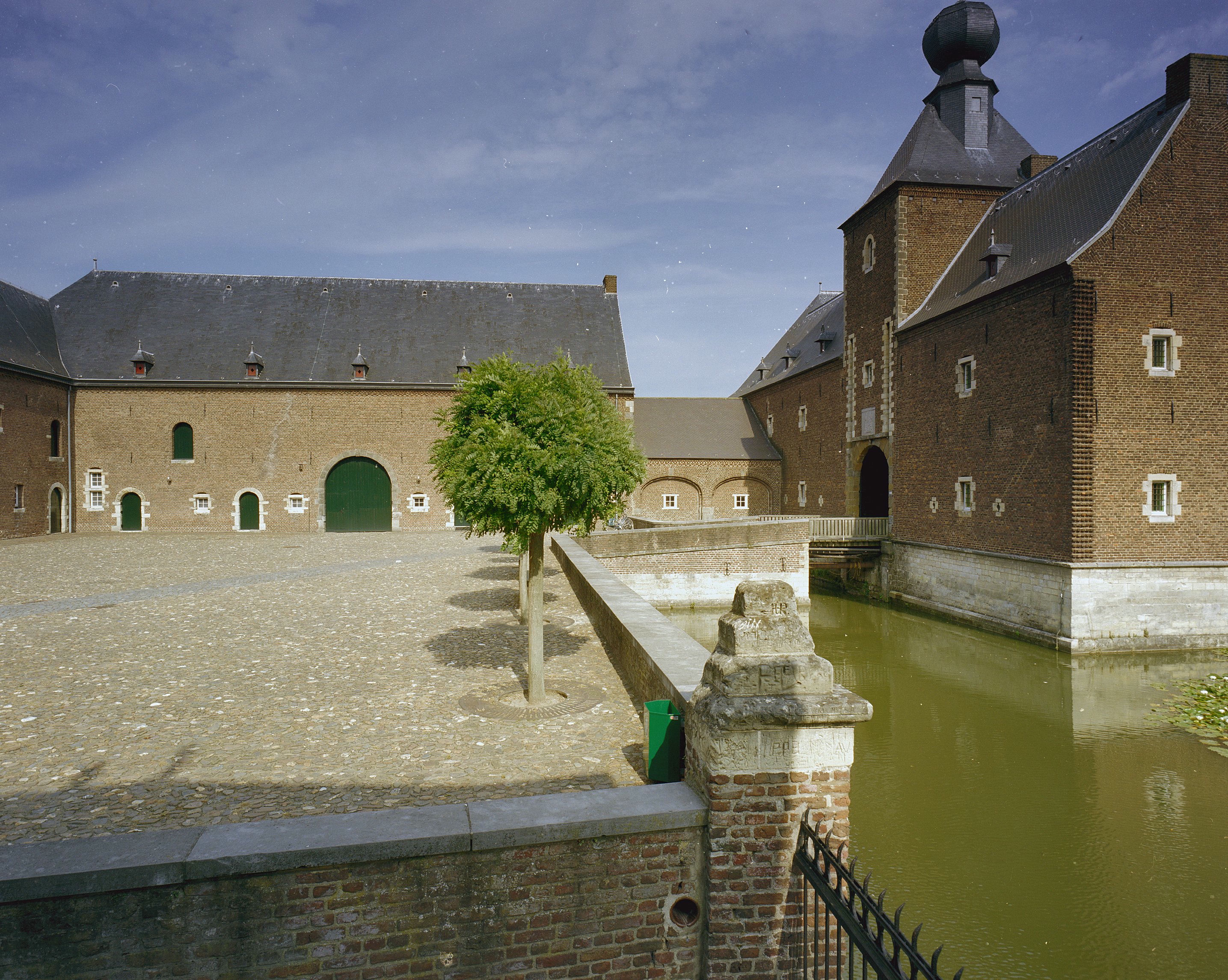
Un'ala del castello

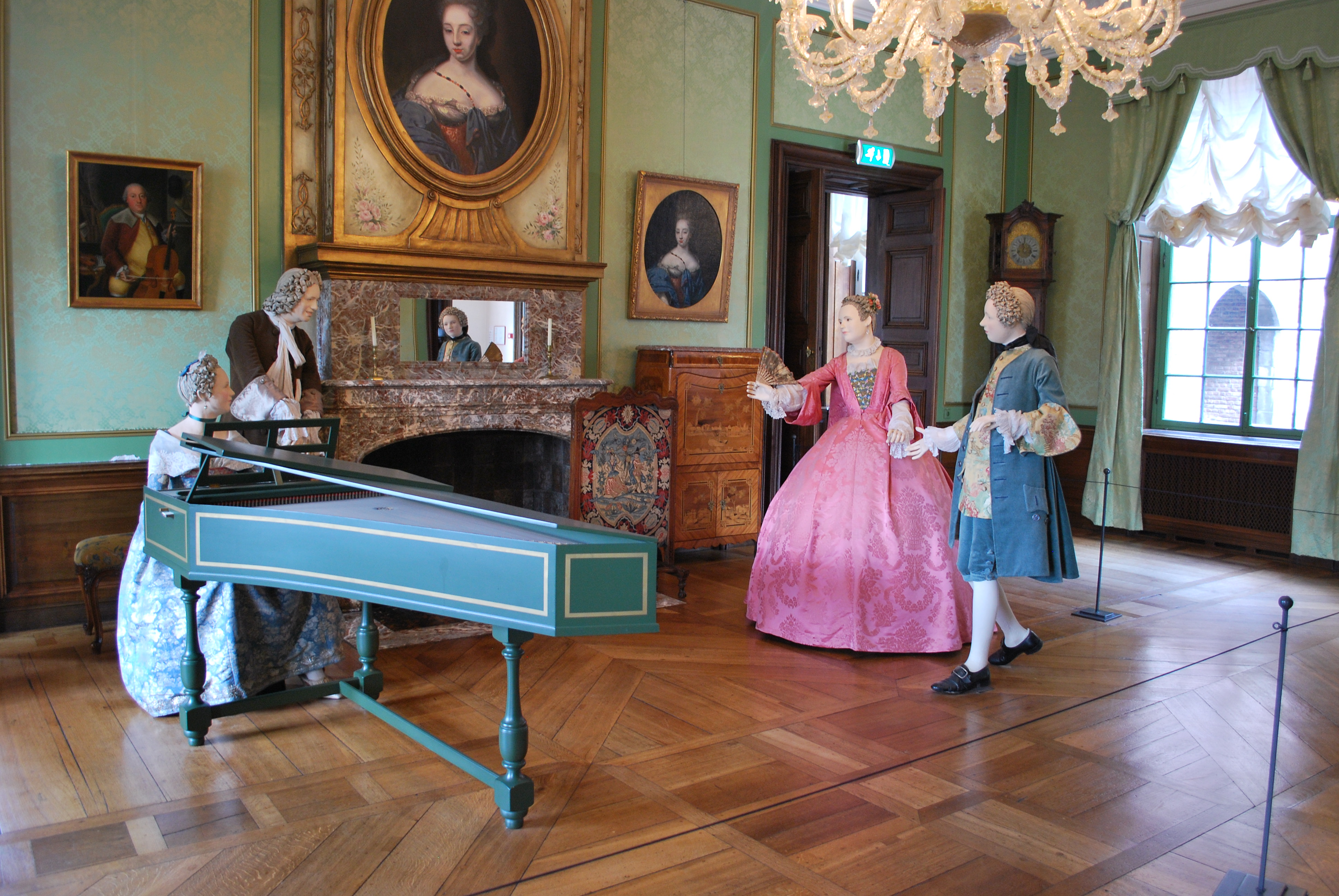
La sala da ballo del castello

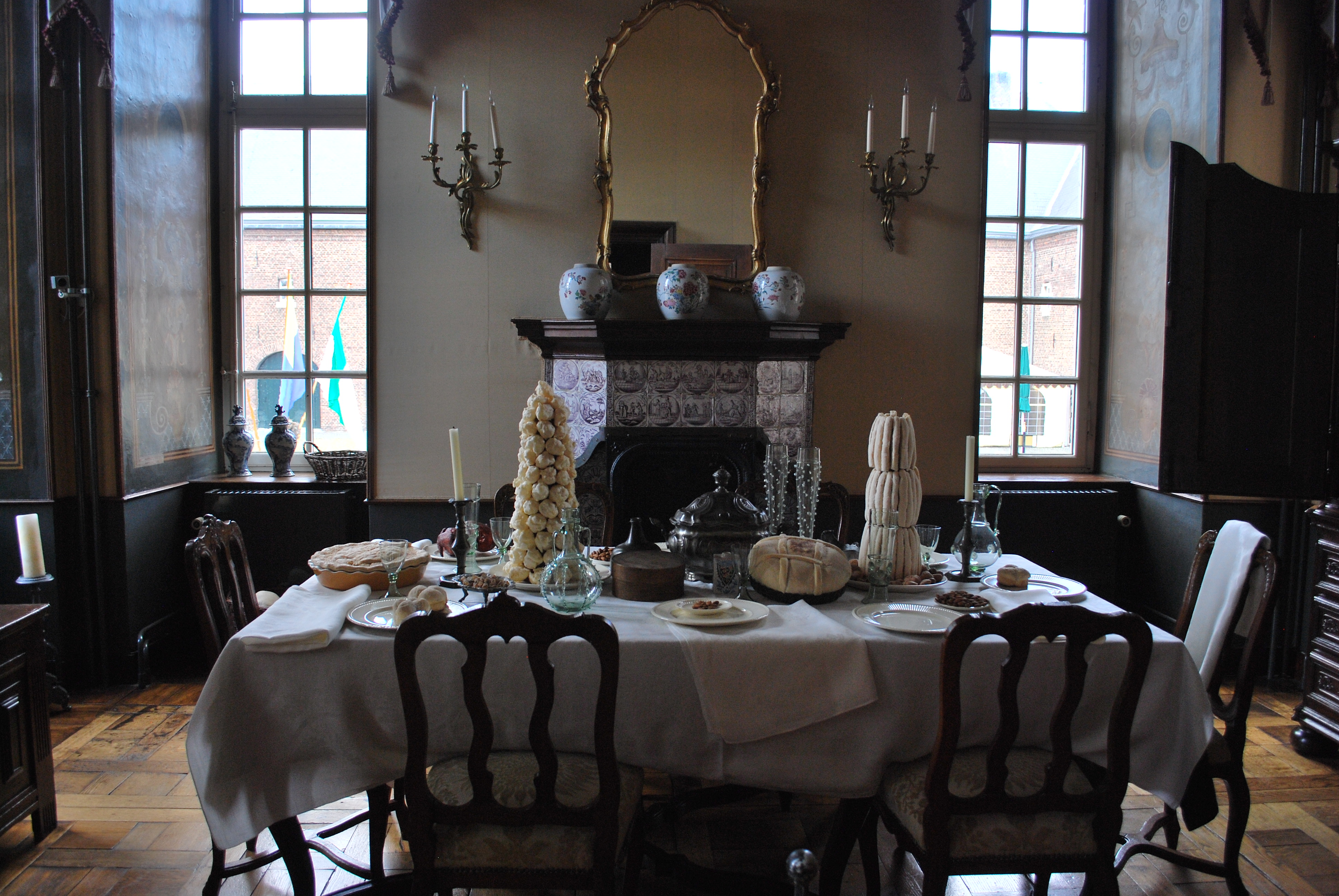
Sala da pranzo nel pianterreno

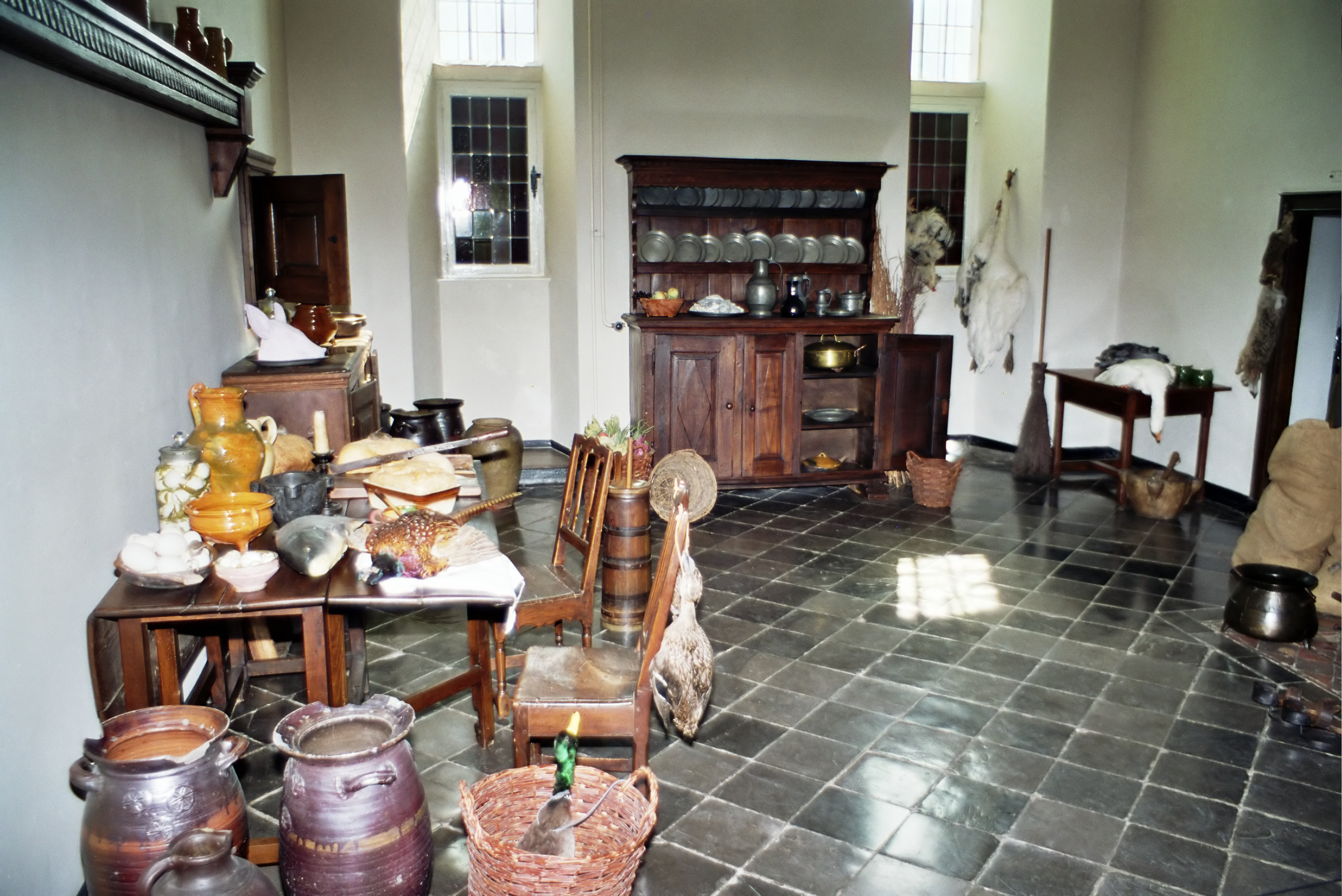
Cucina del castello

Il castello di Hoesbroek (in olandese: Kasteel Hoensbroek; in limburghese: Kesjtieël Gebrook o Gebrookhoes) è uno storico edificio della cittadina olandese di Hoensbroek (comune di Heerlen), in Limburgo, costruito in più fasi tra il XIII-XIV, XVII, XVIII e XIX secolo. È considerato la più grande fortezza situata tra il Reno e la Mosa ed è l'unico castello dei Paesi Bassi con due atrii.

## Descrizione
Il castello si trova al nr. 118 della Klinkerstraat.
Il complesso è costruito secondo lo stile rinascimentale mosano ed è circondato dall'acqua.
Gli interni sono arredati con stanze in stile francese.
|  |

## Storia
Le origini del castello risalgono a delle case fortificate che venivano fatte costruire dai nobili olandesi tra il 1000 e il 1250.
Una parte del castello attuale risale al 1360, quando fu fatta costruire una casa fortificata da Herman II, cavaliere di Hoen. Di quell'edificio (una fortezza quadrangolare che misurava 17,50 x 11,50 m.)  rimane ora soltanto una torre circolare.
Come il centro omonimo fu fino alla fine del Settecento parte della contea di Loon, a sua volta parte del principato vescovile di Liegi. La famiglia ebbe vari notevoli incarichi e nel Settecento due importanti vescovi, César-Constantin-François de Hoensbroeck, principe-vescovo di Liegi, e Philippe Damien de Hoensbroek, vescovo di Roermond.
Tra il 1643 e il 1656, fu intrapresa una grossa opera di ricostruzione dell'edificio.) A partire da quel periodo, il castello fu provvisto di quattro grosse torri e di due atrii.
Il castello fu in seguito ulteriormente modernizzato nel 1720 ca.
Nel settembre del 1796, con la morte di Lotharius Franciscus Wilhelmus Henricus Hyacintus Victor (che era nato nel castello di Hoensbroek il 23 dicembre 1722), l'edificio cessò di essere di proprietà dei conti di Hoensbroek.
|  |

Nel 1927 il castello fu acquistato dall'Associazione Ave Rex Christi. L'associazione fece intraprendere un'opera di restauro che durò dieci anni, dal 1930 al 1940.
Nel secondo dopoguerra, il castello fu affittato dalle miniere di Stato, che lo trasformarono in luogo di incontri e di attività culturali.
A partire da quegli anni, in una torre del castello iniziò a soggiornare il famoso poeta Bertus Aafjes con la moglie.Aafjes descrisse il suo arrivò al castello di Hoensbroek in questi termini:
(Bertus Aafjes)
Un altro celebre inquilino di quel periodo fu il pastore Jan Lucas Röselaers (1857–1949), che soggiornò nel castello tra il 1939 e il castello..
Tra il 1986 e il 1989, furono intraprese ulteriori opere di restauro.

## Galleria d'immagini

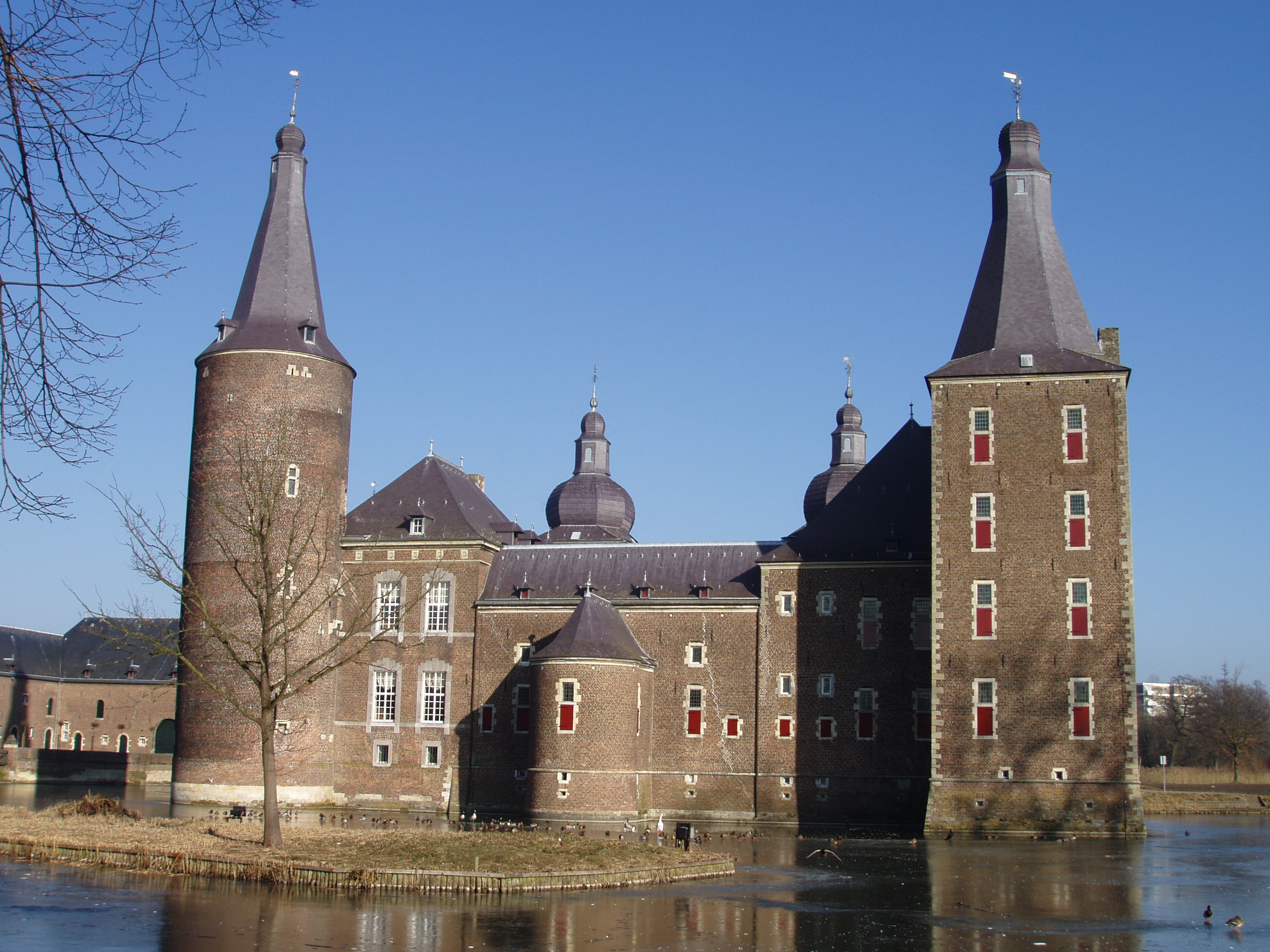
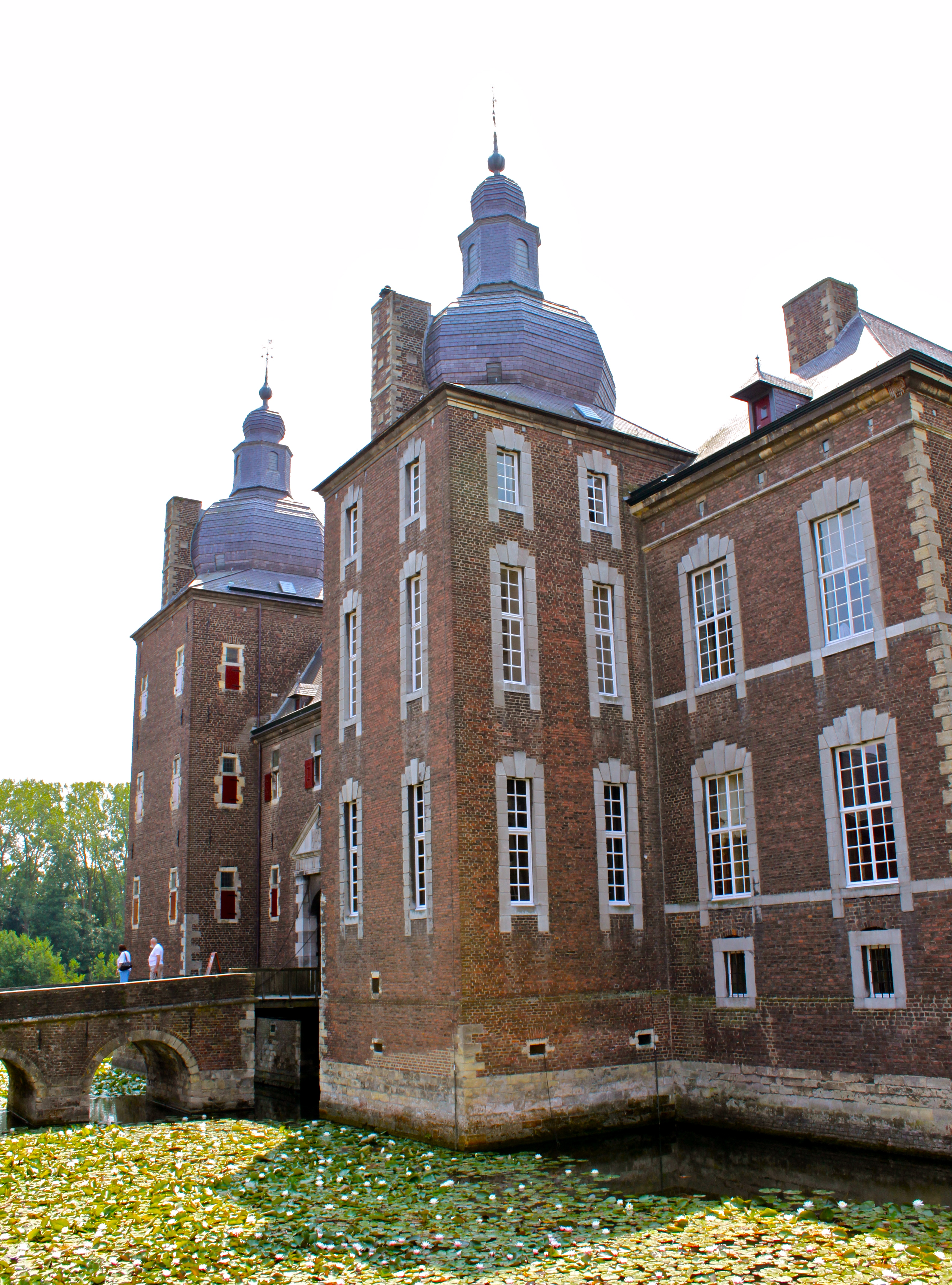
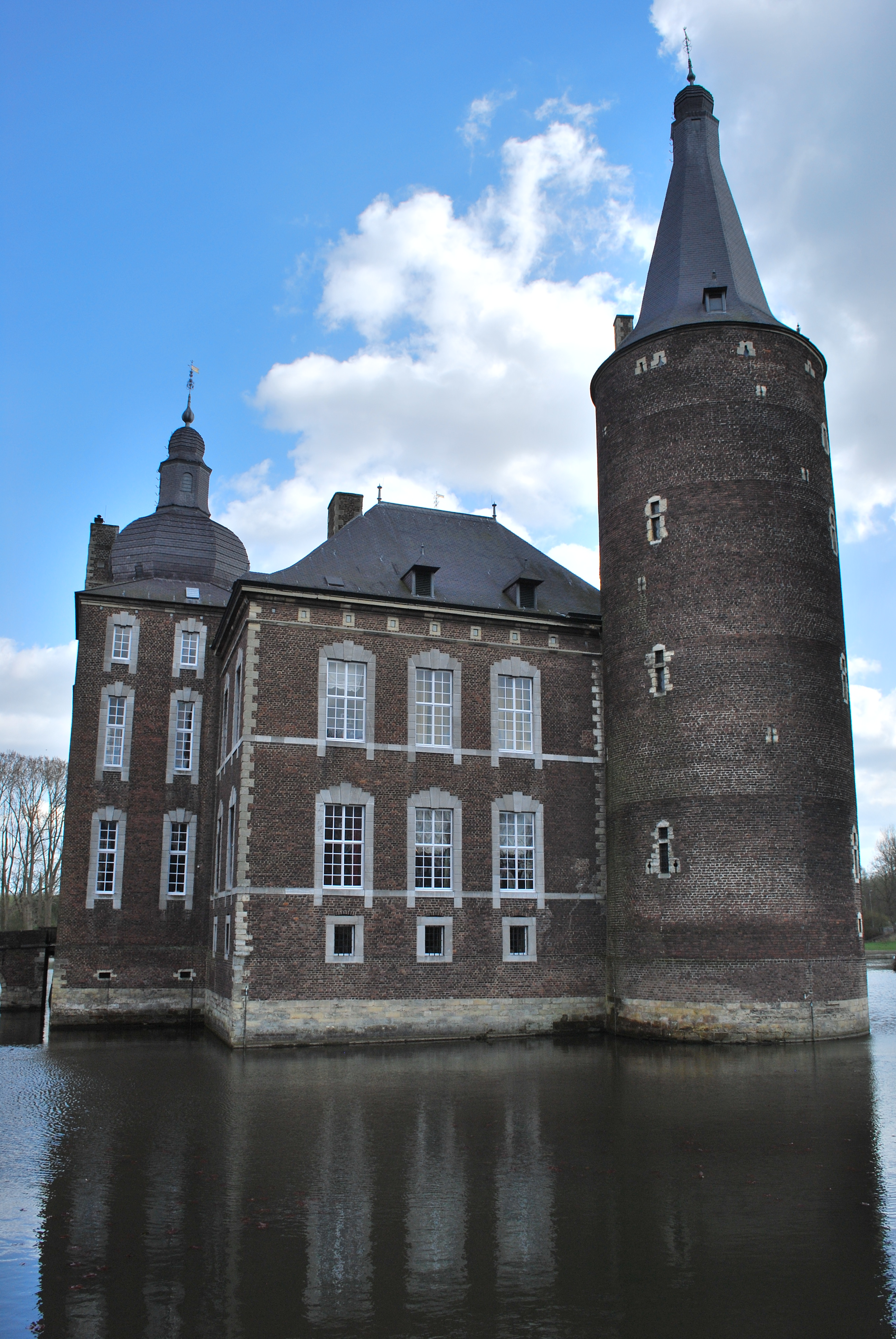
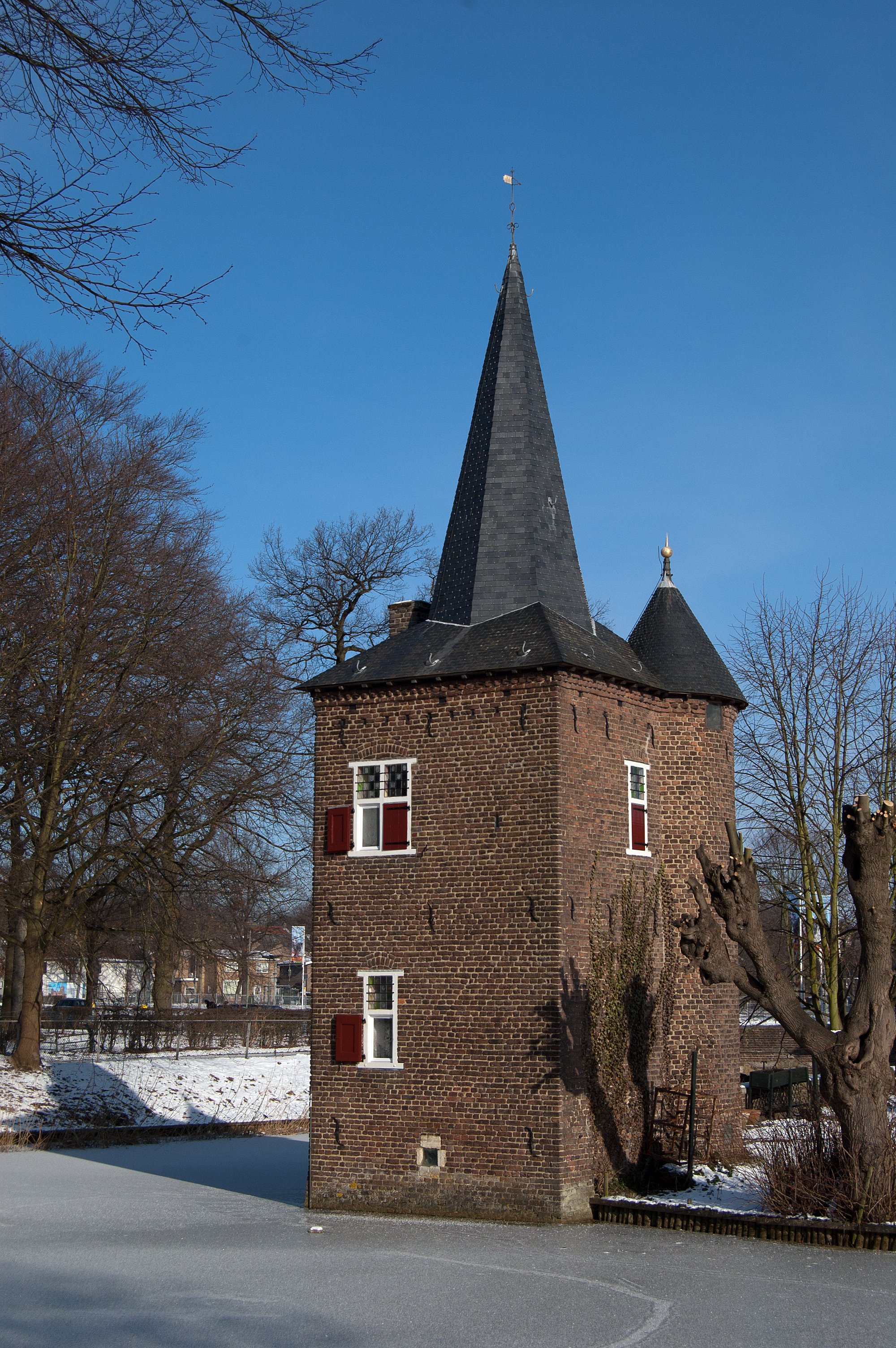

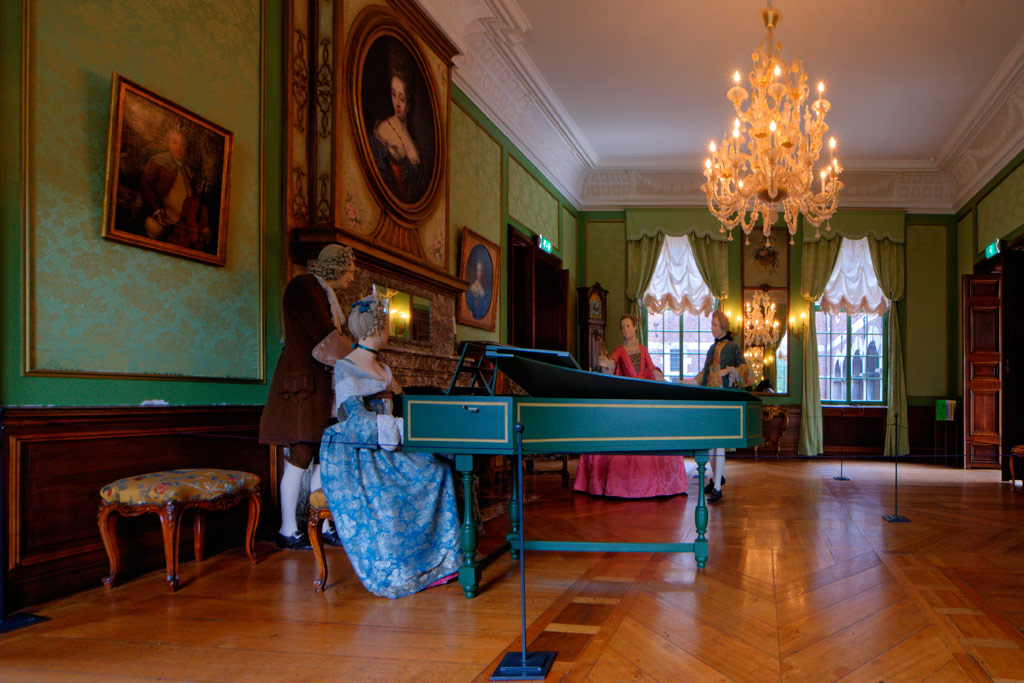
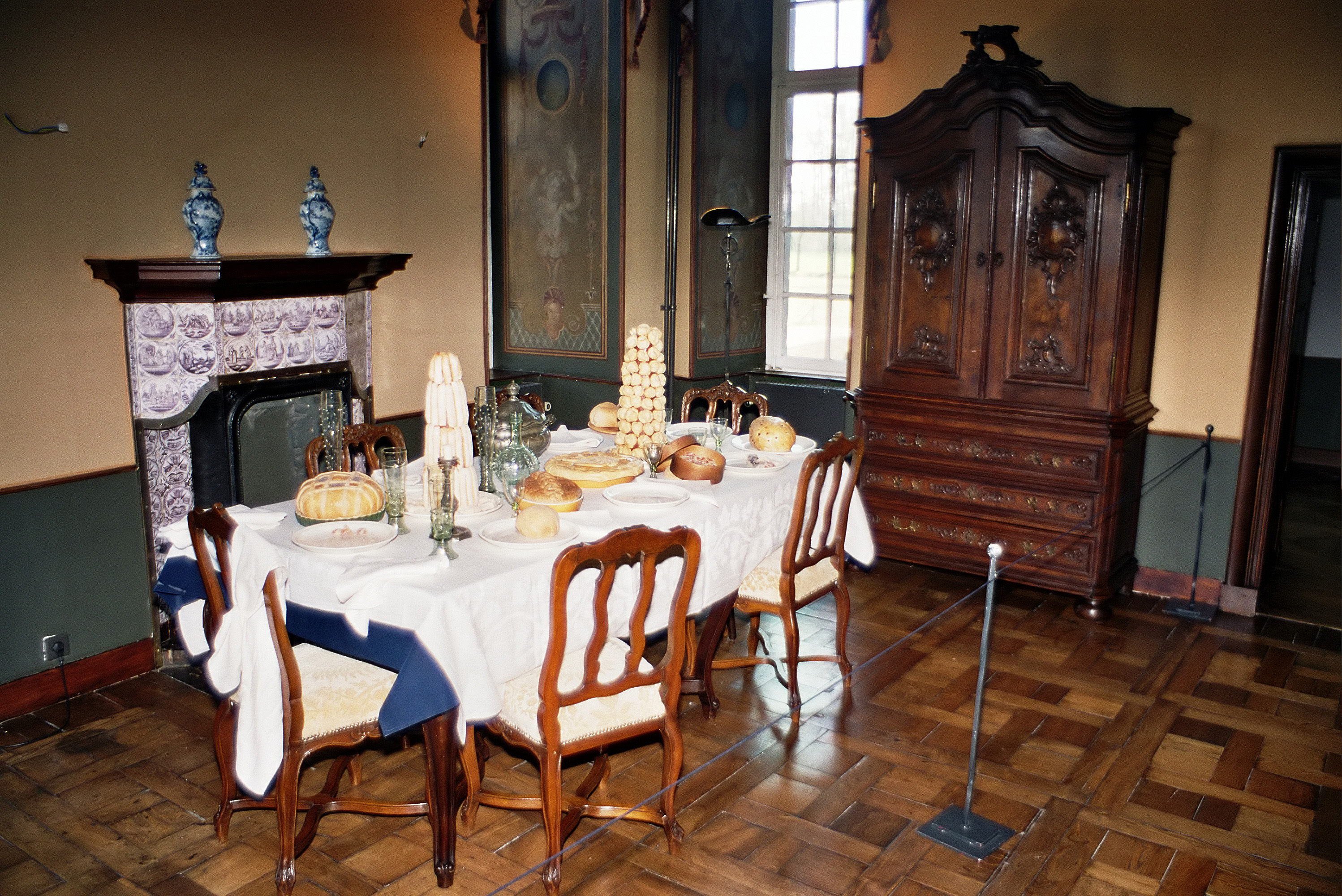
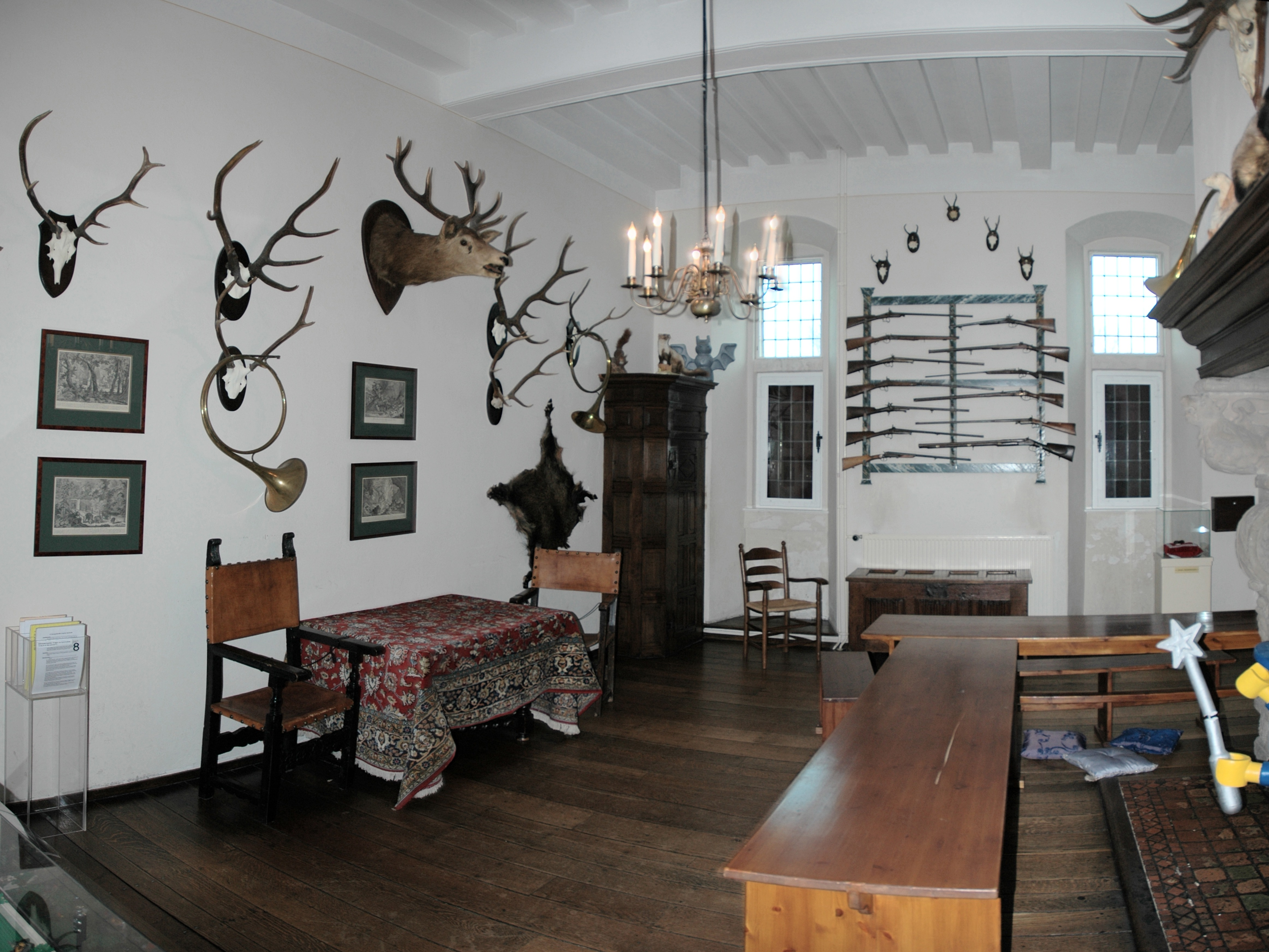
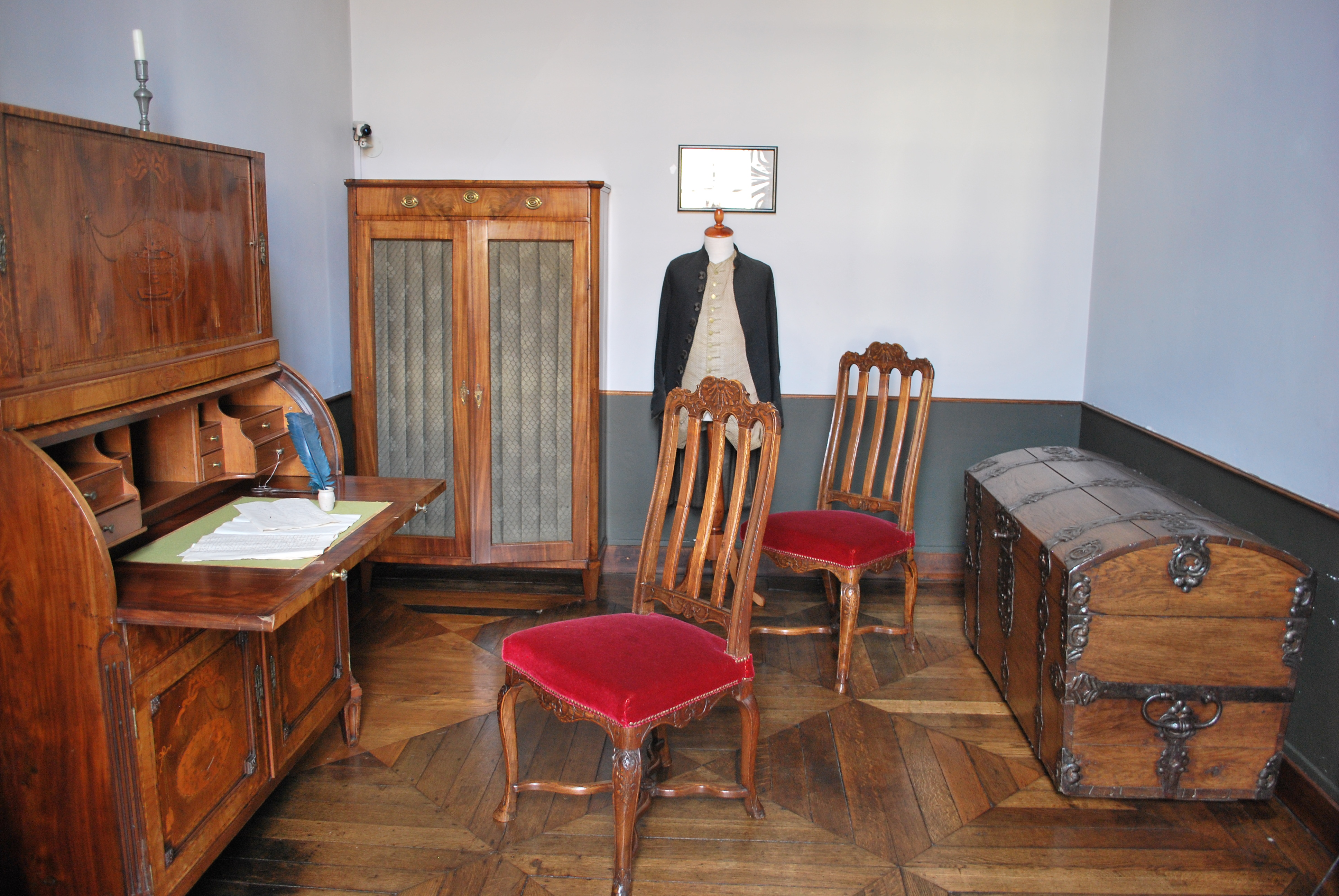

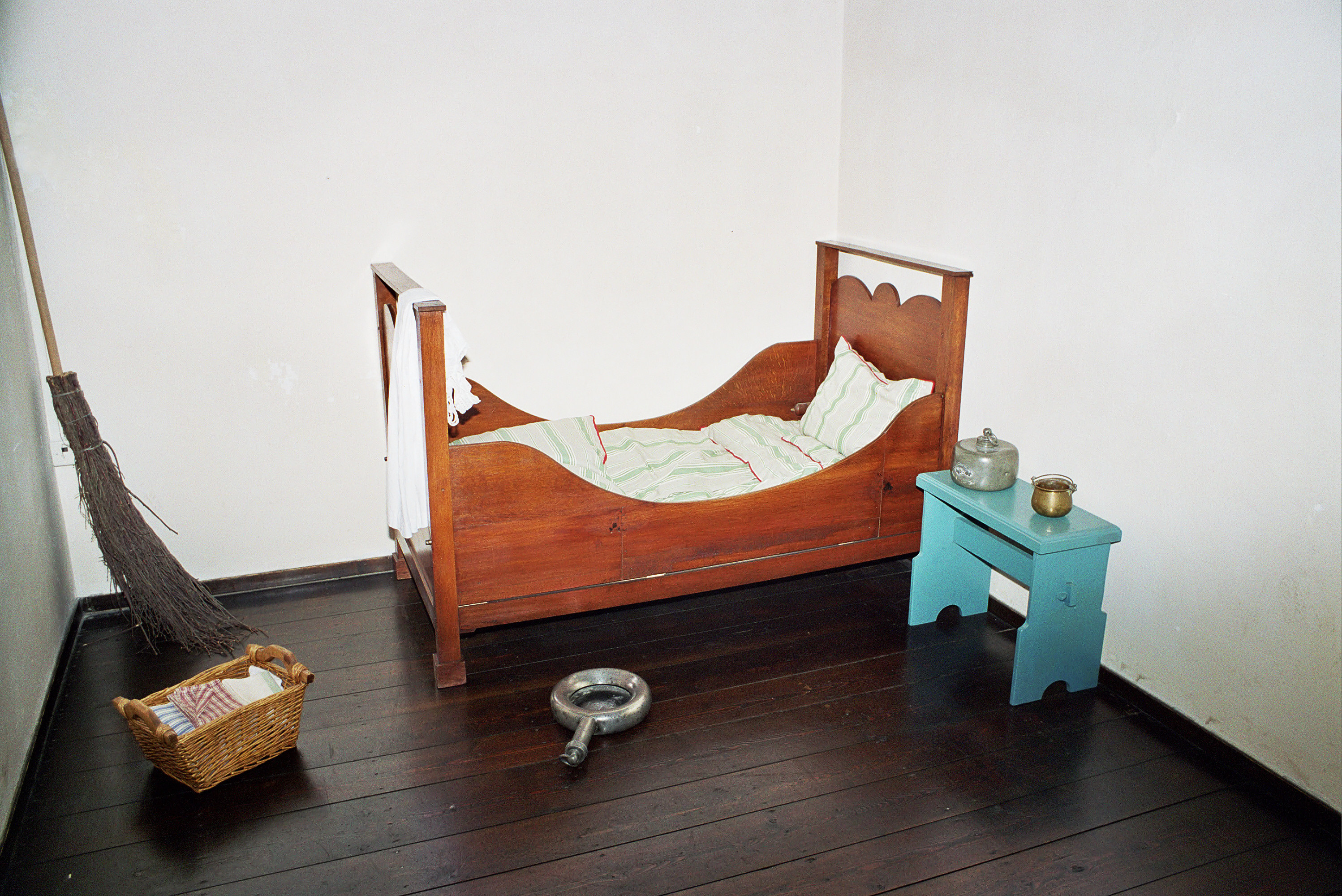
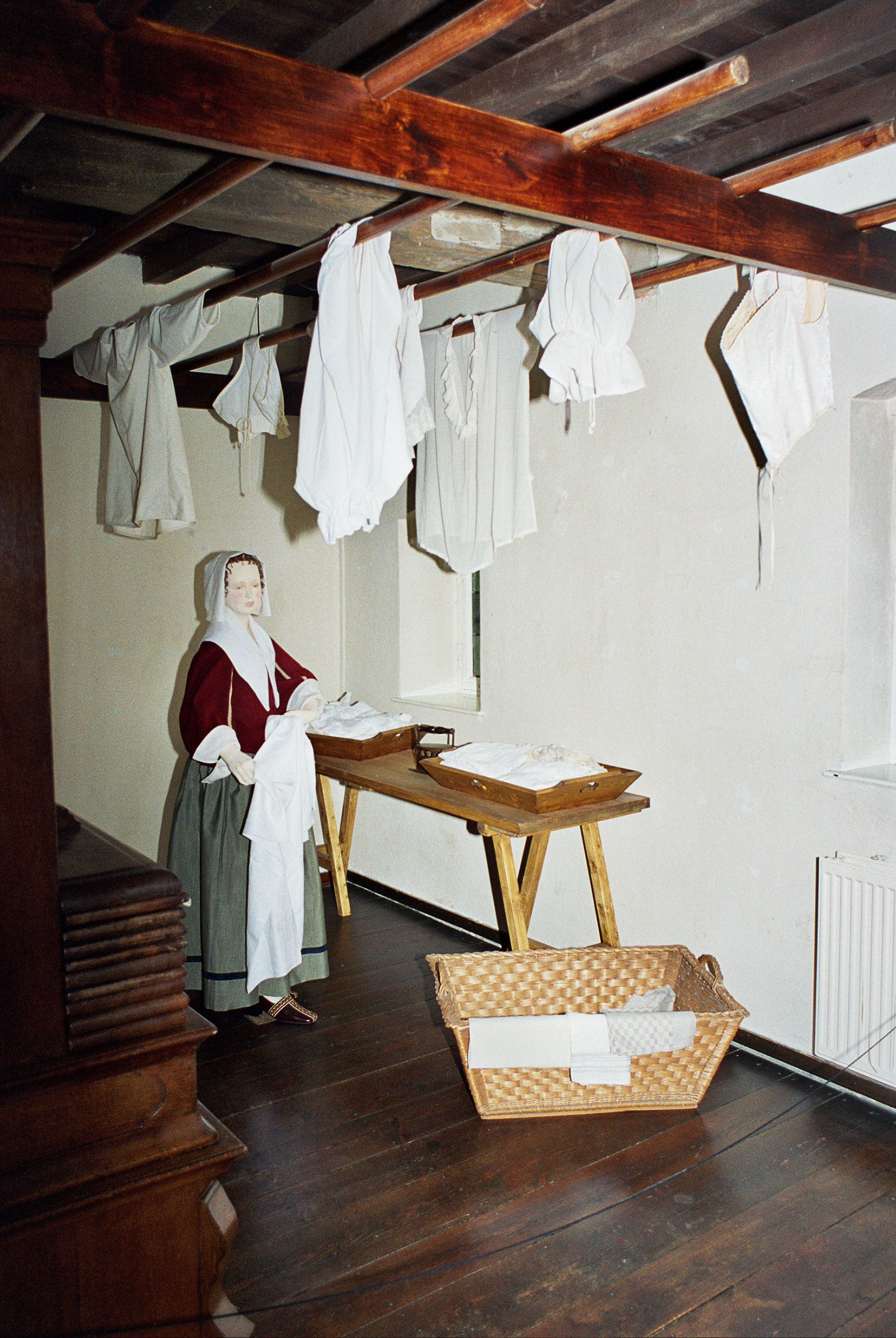
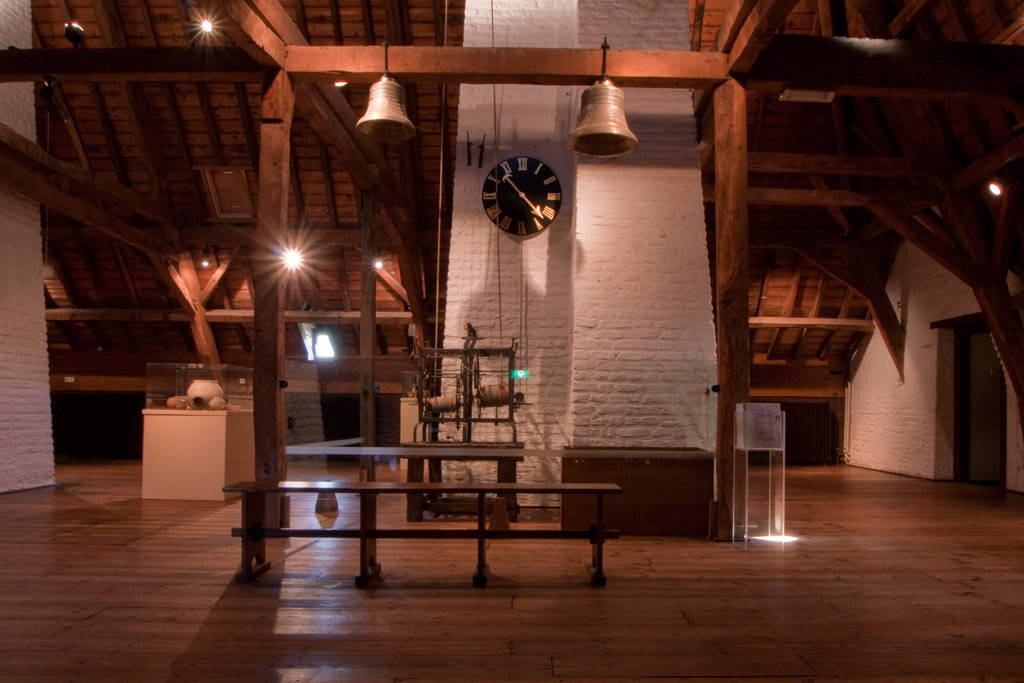
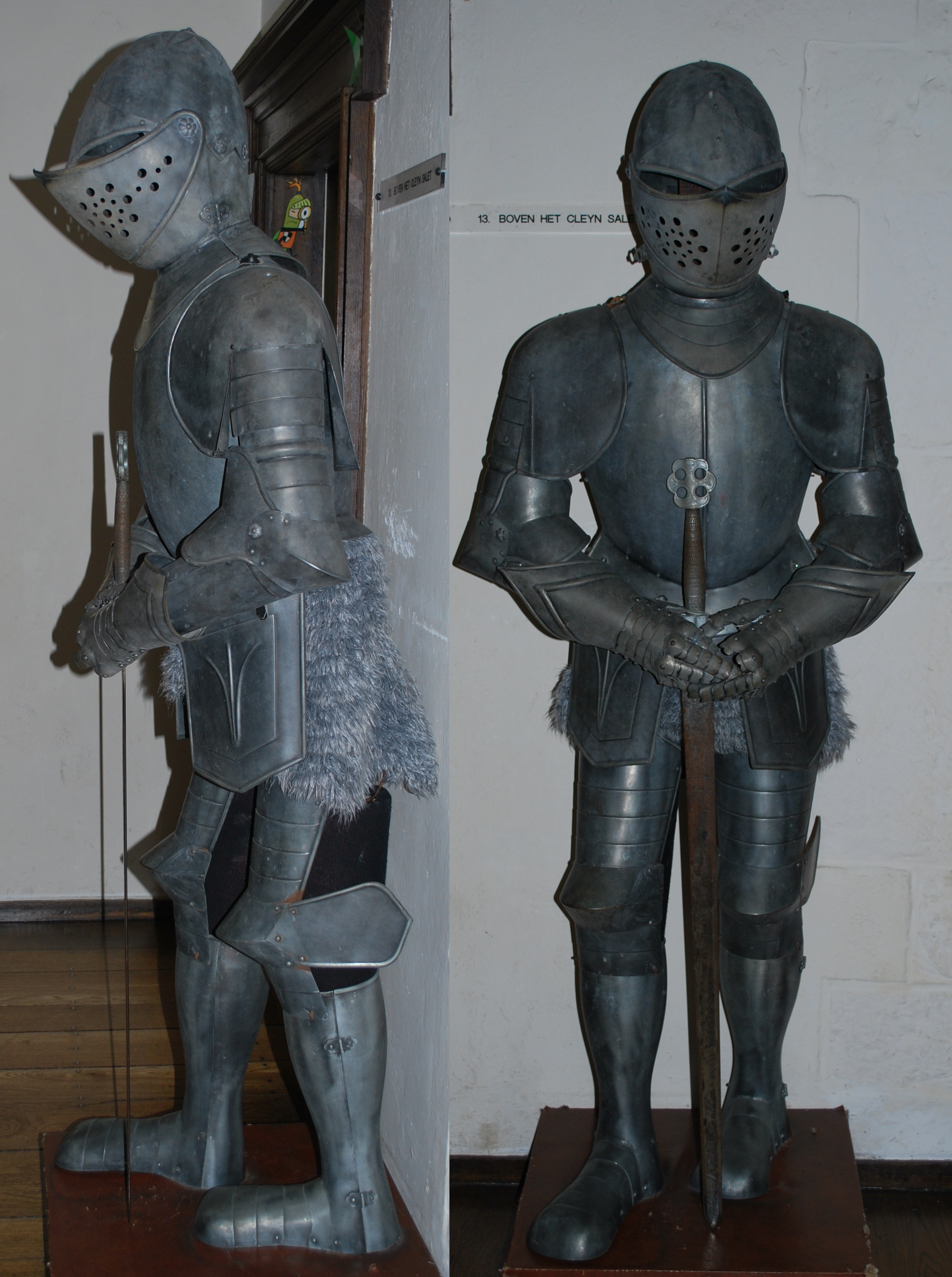